# Федерико Бернардески
Федерико Бернардески (итал. Federico Bernardeschi; 16. фебруар 1994) италијански је фудбалер који тренутно наступа за Торонто и члан је репрезентације Италије.

## Статистика каријере

### Репрезентативна
Ажурирано 11. јула 2021.
| Италија | Италија  | Италија |
| Година  | Утакмица | Голова  |
| ------- | -------- | ------- |
| 2016    | 7        | 0       |
| 2017    | 6        | 1       |
| 2018    | 3        | 1       |
| 2019    | 8        | 2       |
| 2020    | 3        | 1       |
| 2021    | 7        | 1       |
| Укупно  | 34       | 6       |

### Голови за репрезентацију
Ажурирано 28. маја 2021
| #  | Датум              | Стадион                                  | Утакмица | Противник   | Гол   | Резултат | Такмичење                 |
| -- | ------------------ | ---------------------------------------- | -------- | ----------- | ----- | -------- | ------------------------- |
| 1. | 11. јун 2017.      | Стадион Фријули, Удине, Италија          | 9        | Лихтенштајн | 4 : 0 | 5 : 0    | Квалификације за СП 2018. |
| 2. | 10. октобар 2018.  | Стадион Луиђи Ферарис, Ђенова, Италија   | 15       | Украјина    | 1 : 0 | 1 : 1    | Пријатељска утакмица      |
| 3. | 12. октобар 2019.  | Стадион Олимпико, Рим, Италија           | 22       | Грчка       | 2 : 0 | 2 : 0    | Квалификације за ЕП 2020. |
| 4. | 15. октобар 2019.  | Стадион Рајнпарк, Вадуц, Лихтенштајн     | 23       | Лихтенштајн | 1 : 0 | 5 : 0    | Квалификације за ЕП 2020. |
| 5. | 11. новембар 2020. | Стадион Артемио Франки, Фиренца, Италија | 25       | Естонија    | 2 : 0 | 4 : 0    | Пријатељска утакмица      |
| 6. | 28. мај 2021.      | Сардења арена, Каљари, Италија           | 30       | Сан Марино  | 1 : 0 | 7 : 0    | Пријатељска утакмица      |

## Успеси

### Клупски
Јувентус
- Серија А: 2017/18, 2018/19, 2019/20.
- Куп Италије: 2017/18, 2020/21.
- Суперкуп Италије: 2018, 2020.

### Репрезентативни
Италија
- Европско првенство: 2020.